# Брем (Француска)
Брем (фр. Brêmes) насеље је и општина у североисточној Француској у региону Север-Па д Кале, у департману Па де Кале која припада префектури Сент Омер.
По подацима из 2011. године у општини је живело 1.302 становника, а густина насељености је износила 179,59 становника/km². Општина се простире на површини од 7,25 km². Налази се на средњој надморској висини од 60 метара (максималној 76 m, а минималној 3 m).

## Демографија
| 1962. | 1968. | 1975. | 1982. | 1990. | 1999. | 2011. |
| ----- | ----- | ----- | ----- | ----- | ----- | ----- |
| 771   | 855   | 873   | 1.067 | 1.264 | 1.315 | 1.302 |

График промене броја становника у току последњих година